# Laksana (Kuta Alam)
Laksana is een bestuurslaag in het regentschap Banda Aceh van de provincie Atjeh, Indonesië. Laksana telt 4042 inwoners (volkstelling 2010).